# Долина теней (фильм, 2024)
«Доли́на тене́й» (исп. Valle de sombras) — испанский триллер 2024 года, снятый Сальвадором Кальво. Сценарий написал Алехандро Эрнандес, а главные роли исполнили Мигель Эрран, Сусанна Гомес, Иван Ренедо и Александра Масангкей.
Идея рассказать историю об очень отдалённом и неизвестном районе Гималаев возникла у Кальво в конце 1990-х, когда он планировал поездку в Индию и услышал в новостях о туристах, на которых напали местные бандиты. Съёмки проходили на Канарских островах и в индийских Гималаях.
Картина вышла в прокат 12 января 2024 года.

## Сюжет
1999 год. Кике, Клара и маленький Лукас проводят отпуск в Гималаях, в индийском штате Химачал-Прадеш. Однажды во время шторма на них нападают бандиты, однако местный житель спасает Кике и отвозит его в изолированную деревню в горах. Чтобы вернуться назад, ему предстоит преодолеть свои страхи.

## В ролях
- Мигель Эрран — Кике
- Сусанна Гомес — Клара
- Иван Ренедо — Лукас
- Александра Масангкей
- Станзин Гонбо
- Моруп Намгьял

Источники:

## Производство
За производство фильма отвечали студии La Terraza Films, Atresmedia Cine, Ikiru Films y El Reino de Zanskar AIE. Это третий фильм режиссёра Сальвадора Кальво. Сценарий написал Алехандро Эрнандес.
Часть сцен снимали на Канарских островах и в индийской долине Куллу. Для режиссёра было важно, чтобы часть съёмок проходила там, где разворачивается сюжет. Во время разработки картины Кальво, Эрнандес, а также продюсеры начиная с 2020 года трижды посетили Индию, где доработали сценарий, адаптировав его к местности.
Съёмочная группа дважды ездила в Индию; первый раз — в феврале, чтобы снять сцены на замёрзшей реке Заскар, второй — в апреле-мае. Съёмки завершились 26 июня 2023 года. По словам актёров, в Гималаях были «тяжёлые, очень тяжёлые съёмки», а температура опускалась до −18 °C. Погодные условия, снегопады и лавины вынуждали постоянно менять маршруты и план съёмок.

## Релиз
Дистрибьютором картины выступила компания Disney–ABC Domestic Television. 26 октября 2023 года был опубликован тизер-трейлер фильма. Лента вышла в испанский прокат 12 января 2024 года и собрала $1 805 813.

## Критика
На сайте-агрегаторе рецензий Rotten Tomatoes фильм получил оценку 6/10 на основе 4 рецензий критиков.

## Номинации
На 38-й церемонии вручения премии «Гойя» картина была номинирована в трёх номинациях: «лучший продюсер», «лучший грим» и «лучшие спецэффекты», но не одержала победы ни в одной из них.
| Год  | Награда | Категория          | Номинант(ы)                                  | Источник |
| ---- | ------- | ------------------ | -------------------------------------------- | -------- |
| 2024 | «Гойя»  | Лучший продюсер    | Хайме Ортис де Артиньяно, Хавьер Угарте      | [ 11 ]   |
| 2024 | «Гойя»  | Лучший грим        | Сарай Родригес, Ной Монтес, Оскар дель Монте | [ 11 ]   |
| 2024 | «Гойя»  | Лучшие спецэффекты | Рауль Романильос, Мириам Пикер               | [ 11 ]   |